# Zarko Jukić
Zarko Jukic (nacido el 28 de marzo de 1993 en Copenhague) es un jugador de baloncesto de nacionalidad danesa que en la actualidad juega en el Club Bàsquet Cornellà de la Liga LEB Plata.

## Trayectoria
Se formó en el equipo danés del Horsholm 79ers, donde jugaría durante 3 temporadas en la primera división de su país. Más tarde, tendría un paso por el baloncesto sueco durante dos temporadas, donde el alero danés jugó en la primera división sueca con KFUM Nassjo y Nörrkoping Dolphins, equipo este último con el que logró el subcampeonato en la liga local promediando 6.1 puntos y 3.8 rebotes en 20 minutos de media por choque. 
En cursos anteriores su papel fue más protagonista, sumando 14.5 puntos y 6 rebotes en su último año en Dinamarca y 10.7 puntos y 5.9 rebotes en su año en Suecia con Nassjo.
En 2016, llega a la Liga LEB para formar parte del CB Orense tras disputar el último curso en el Nörrkoping Dolphins.
En la temporada 2017-18, firma por el Newcastle Eagles de la British Basketball League.
En la temporada 2018-19, firma por el Albacete Basket de la Liga LEB Plata.
En la temporada 2019-20, firma por el Team FOG Næstved de la Ligaen danesa.
En la temporada 2020-21, firma por el CD Póvoa Basquetebol de la Liga portuguesa de baloncesto.
En la temporada 2021-22, volvería a Suecia para jugar en el KFUM Nassjo Basket de la Basketligaen.
El 15 de noviembre de 2022, firma por el Club Bàsquet Cornellà de la Liga LEB Plata.

## Internacional
En 2016, Jukic disputó el Preeuropeo 2016 con la selección danesa, logrando valiosas victorias ante Austria o la potente selección de Alemania.

## Trayectoria deportiva
- Horsholm 79ers (2011-2014)
- KFUM Nassjo (2014-2015)
- Norrkoping Dolphins  (2015-2016)
- Club Ourense Baloncesto (2016-2017)
- Newcastle Eagles (2017-2018)
- Albacete Basket (2018-2019)
- Team FOG Næstved (2019-2020)
- CD Póvoa Basquetebol (2020-2021)
- KFUM Nassjo Basket (2021-2022)
- Club Bàsquet Cornellà (2022-)